# كريس كيلهير
كريس كيلهير (بالإنجليزية: Chris Kelleher)‏ هو لاعب هوكي الجليد أمريكي، ولد في 23 مارس 1975 في كامبريدج في الولايات المتحدة.

## وصلات خارجية
- كريس كيلهير على موقع دوري الهوكي الوطني (الإنجليزية)
- كريس كيلهير على موقع قاعة مشاهير الهوكي (لاعب أن.إتش.أل) (الإنجليزية)
- كريس كيلهير على موقع الدوري الأمريكي لهوكي الجليد (الإنجليزية)
- كريس كيلهير على موقع EliteProspects.com (الإنجليزية)
- كريس كيلهير على موقع Eurohockey.com (الإنجليزية)
- كريس كيلهير على موقع HockeyDB.com (الإنجليزية)
- كريس كيلهير على موقع Hockey-Reference.com (الإنجليزية)